# Laranjal (Paraná)
Laranjal es un municipio brasileño del estado del Paraná. Se localiza a una latitud 24º53'12" sur y a una longitud 52º28'10" oeste, estando a una altitud de 740 metros. Su población estimada en 2004 era de 7.267 habitantes.
Posee un área de 717,67 km². 